# Bellísima (telenovela)

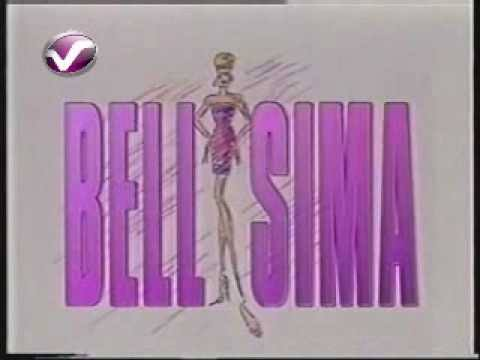
Logotipo de Bellísima

Bellísima es una telenovela hecha por Venevisión en 1991, bajo la producción de Raúl Fleites, protagonizada por Emma Rabbe y Víctor Cámara, con las actuaciones coprotagonicas de Gabriela Rodriguez y Daniel Alvarado, con las actuaciones antagónicas de Belén Marrero, Henry Galué y Mauricio González. Cuenta además con las actuaciones estelares de Nancy González y Juan Iturbide. Fue distribuida internacionalmente por Venevisión Internacional.

## Trama
Ricardo Linares Rincón, dueño de la casa de moda de mayor prestigio en el país, el playboy más cotizado del Jet-Set capitalino de Caracas, un hombre aparentemente despreocupado y de fácil vivir, se encuentra a Gabriela Gruber, una sencilla, emprendedora y humilde muchacha, recién graduada de diseñadora de moda, de personalidad muy femenina, y orgullosa de su profesión, quien desea triunfar por su talento y no por su belleza. 
Gabriela quiere demostrar al mundo que es algo más que BELLÍSIMA. El encuentro de estos dos personajes es el punto de partida para el desarrollo de nuestra historia, sin sospechar en ningún momento, lo unidas que están sus vidas por un pasado desconocido para ellas. La lucha de la mujer por ser reconocida por su capacidad, y el reencuentro de un hombre* consigo mismo, son las bases de los conflictos y situaciones que se generarán en esta historia de amor, pasión, ilusiones, ternura, dolor, triunfos, fracasos y metas alcanzadas

## Elenco
- Víctor Cámara - Ricardo Linares Rincón
- Emma Rabbe - Gabriela Gruber
- Belén Marrero - Sara
- Daniel Alvarado † - Arturo González
- Henry Galué - Aurelio
- Nancy González † - Consuelo Gruber
- Eva Mondolfy  - Elvira
- Diego Balaguer
- Juan Iturbide † - Federico Linares
- Mauricio González - Ramiro Aponte
- Carolina Muzziotti - Estrella
- José Vieira - Zurdo (César Gruber)
- Regino Jiménez -  Dionisio, tío de Arturo
- Aura Elena Dinisio - Roxana
- Alba Vallvé - Ileana, prima de Ricardo
- Javier Díaz †
- Lucy Orta - Eva Suárez, mejor amiga de Gabriela
- Hilda Blanco † - Guaia, sirvienta de Elvira (en primeros capítulos)
- Humberto Tancredi †
- Susana Duijm † - Susana
- Carolina Motta - Marisol Gruber
- Elizabeth Morales - Esther Gruber
- Juan Carlos Vivas - Abel 'Beiby'
- Asdrúbal Blanco - Rubén Gruber
- Teresa Cárdenas - Yoly Gruber
- Ivette Planchard
- Dulce María Pilonietta - Vanessa
- Dalia Marino - Rosa, hermana de Elvira
- Coromoto Rivero - Patricia
- Hans Christopher - Raúl Freitas
- Ricardo Blanco †
- Luis Aular
- Wilmer Ramírez
- Eva Villasmil
- Israel Maranata - Rocky Santos
- Julio Bernal - Comisario López
- Luis Malavé - Democracio Ipomuceno Blanco
- Gabriela Rodríguez
- Isabel Hungría † - Mariancelia, criada de Elvira
- Lisbeth Manrique - Rebeca, amante de Beiby
- Katherine Sperka
- José Rivas - Beto, compañero de Zurdo
- Diego Arellano - Diego José
- Coromoto Roche †
- Patricia Margal
- Tibisay Molina
- Luzmila Martínez
- Tania Martínez
- Ayari Reyes
- Tatiana Escalada
- Edison Atensio †
- Joel de la Rosa - Gregorio, barman
- Kike Barbosa
- Ana María Pagliacchi - María Eugenia, periodista
- Augusto Terán †
- Ruben Coll
- Ninoska Echegaray
- Manuel Gassol
- Ivette Planchado
- Belén Díaz II - Elvira
- Jennifer Rodríguez - María Fernanda
- Leonardo Villalobos
- Yaquelín Merchán
- Mauricio Márquez
- Francisco Ortiz †
- Nino Salazar
- Willi Haussman
- Rubén José Angarita
- Luis Maestre
- Yugui López
- Yuliet Carolina Herrera
- Eduardo Luna - Instructor de caraté
- Patricia Oliveros - Ginecóloga (Capítulo 94)
- Ana Mássimo - Adiviñadora (Capítulos 123-127)
- Omar Moynello - Doctor que tomó partes de Gabriela (Cs. 132-133)
- Gabriel Bilotti - Paciente en la clínica (C. 135)
- Orlando Casín † - Doctor (C. 146)
- Luis Pérez Pons † - Padre (Casamiento de Democracio y Esther, c. 166)